# Francesco Costanzo Cattaneo
Francesco Costanzo Cattaneo, italijanski slikar, * 1602, † 3. julij 1665.